# 今宮永教
今宮 永教（いまみや ながたか、生没年不詳）は、江戸時代前期の出羽久保田藩士で、同藩寺社奉行兼大番頭。通称は文四郎、外記。父は修験・社人頭取の今宮義教（常蓮院）。養子は実弟（末弟）の今宮義透（大学）。夫人は久保田藩士・伊達隆宗の娘、渋江光重(十兵衛)の長女。家格は廻座（宿老）。今宮家は、佐竹義舜の庶長子で佐竹義篤の兄にあたる今宮永義（ながよし）の血統であり、｢永｣の字はこの永義より1字を取ったものである（｢教｣の字は父・義教の1字である）。

## 経歴
延宝9年（1681年）に社人や修験への支配権や今宮家の待遇などで藩と対立した父に連座して、父とともに大館の佐竹義房邸に幽閉される。
貞享2年(1685年)、石高減石、および家格を引渡から宿老(廻座)に降格されて父の家督を相続する。
正徳4年(1714年)に勘気をこうむって寺社奉行兼大番頭職と家禄を没収される。
享保2年(1717年)に末弟の今宮義透が今宮家家督を相続する。